# Futhark

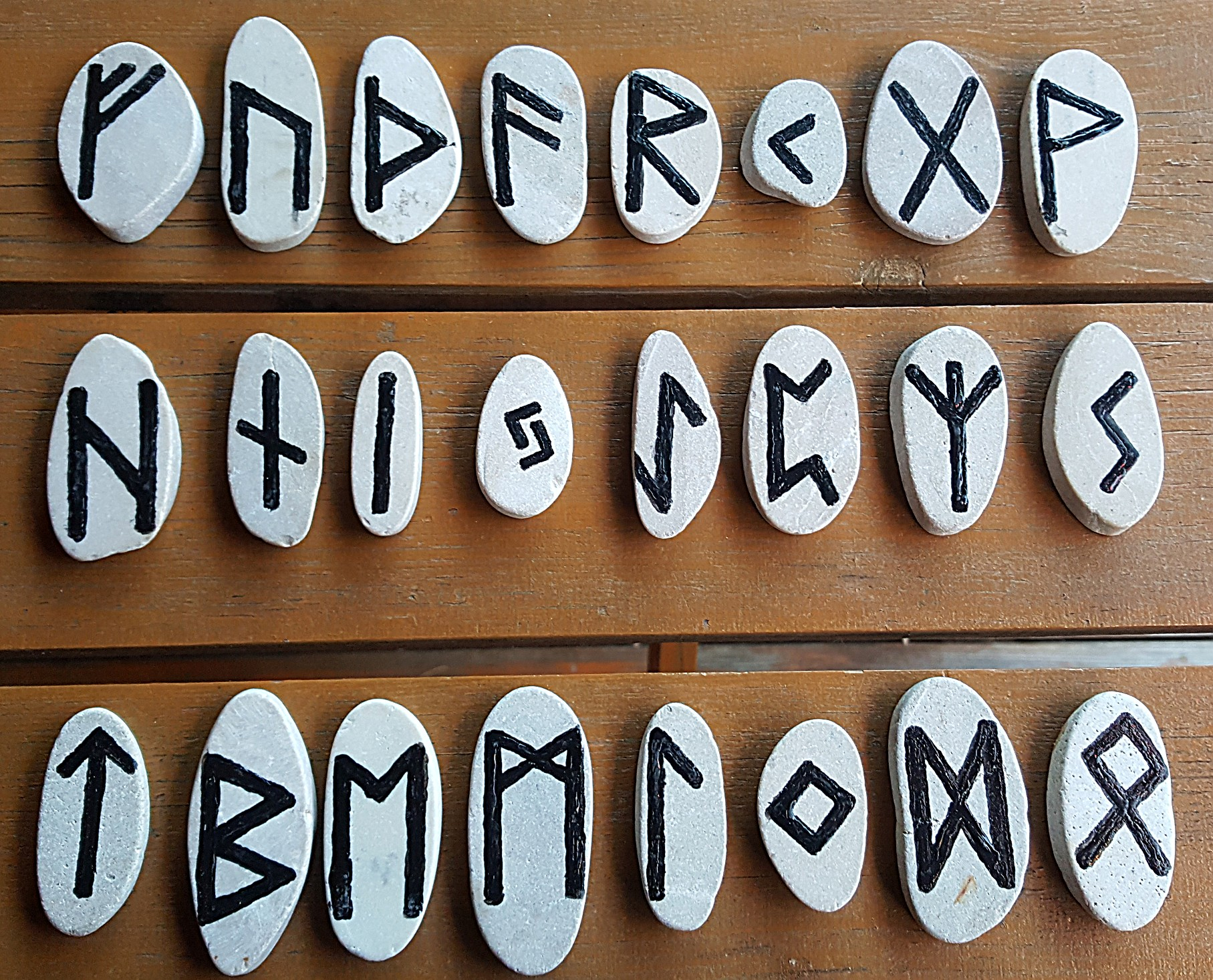
Älteres Futhark

Lautwerte der Buchstaben

Als Futhark oder Fuþark bezeichnet man die gemeingermanische Runenreihe und die aus ihr hervorgegangenen Variationen. Da die Reihenfolge der Runen seit den frühesten Zeugnissen in der Form überliefert ist und sich von der Reihenfolge des Alphabets (ABC) unterscheidet, dienen die ersten sechs Runen (ᚠᚢᚦᚨᚱᚲ, F–U–Þ–A–R–K) traditionell als Benennung der Runenreihe. Die Runenschrift ist in etwa 7100 Inschriften (Stand 2023) bewahrt, wobei „zahlreiche unpublizierte Neufunde nicht miteingerechnet“ sind. Die Verbreitung der Runenfunde erstreckt sich über Skandinavien hinaus bis nach Grönland, Russland und im Süden nach Griechenland und Italien. Die meisten Inschriften stammen aus Schweden (fast 4100).

## Das ältere Futhark

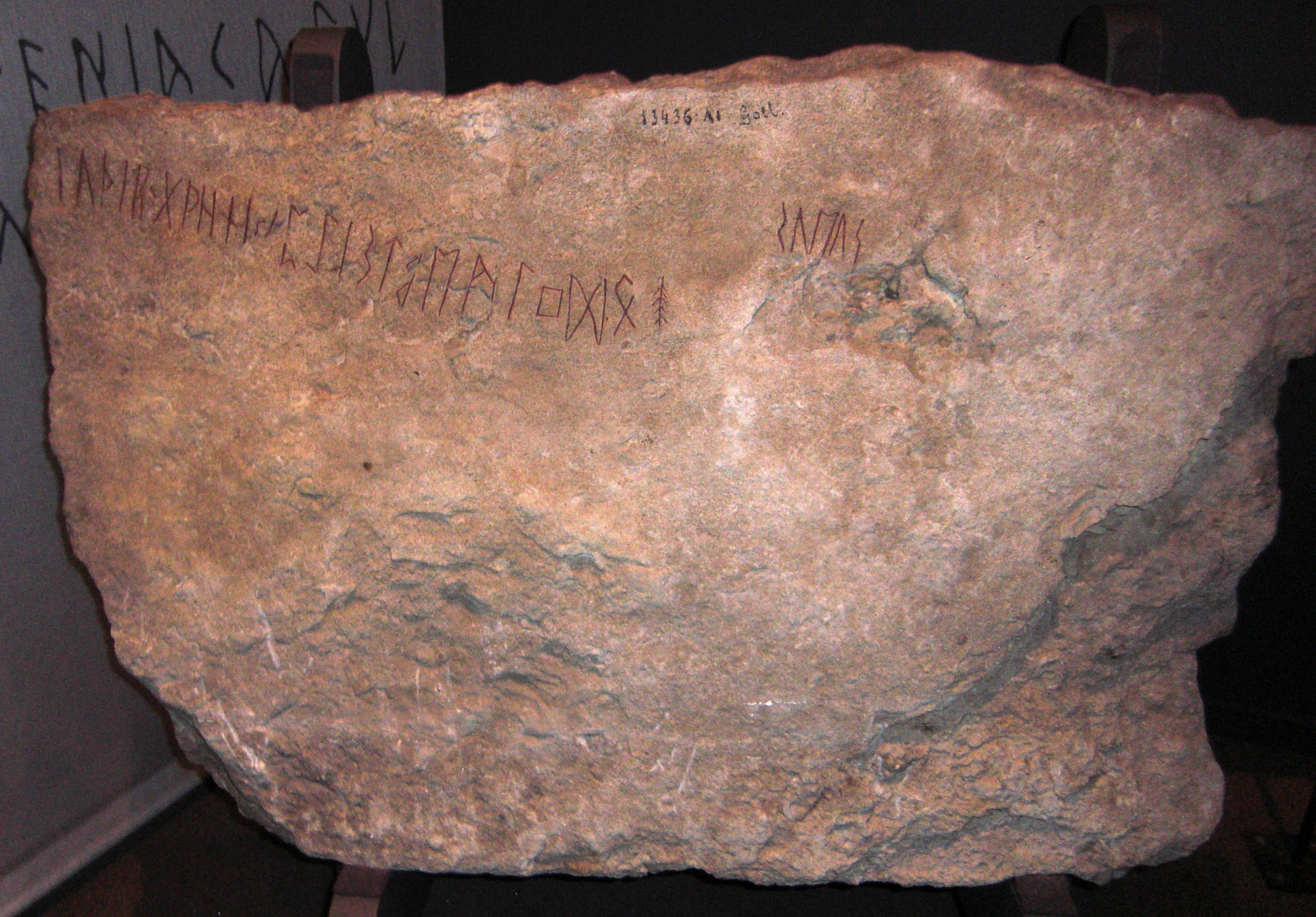
Das ältere Futhark auf dem Kylverstein

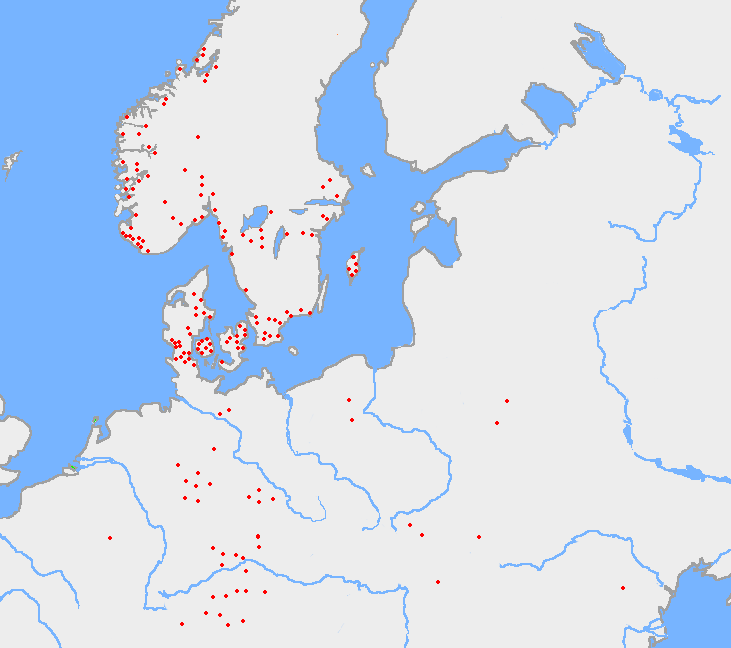
Das ältere Futhark ist in Norwegen besonders häufig vertreten

Die erste Runenreihe wird älteres Futhark genannt. Sie besteht aus 24 Zeichen, denen wie im lateinischen Alphabet jeweils ein einzelner Laut zugeordnet ist. Dieses Futhark wurde von 150 n. Chr. bis 800 n. Chr. von allen germanischen Stämmen in der gleichen Form verwendet. Man nennt es deshalb auch gemeingermanisches Futhark. Ab wann es verwendet wurde, ist bis heute Anlass zur Diskussion. Der erste sichere Beleg für eine Runeninschrift ist der Kamm von Vimose (160 n. Chr.). Noch älter ist die Meldorffibel (ca. 50 n. Chr.), doch deren Inschrift besteht nur aus Runen, die auch lateinische Zeichen sein können. Die erste komplette Runenreihe findet sich auf dem gotländischen Kylverstein von etwa 450 n. Chr.
Das Besondere an der gemeingermanischen Runenreihe ist ihre ungewöhnliche Reihenfolge. Viele der Zeichen ähneln lateinischen (bzw. etruskischen) oder griechischen Buchstaben. Das Futhark muss daher ein südeuropäisches Vorbild gehabt haben. Die Reihenfolge der Buchstaben ist aber seit ältester Zeit eine vollkommen eigene, während sich sonstige Alphabete immer ihrem Ursprungsalphabet anpassen. So hat das lateinische Alphabet die gleiche Reihenfolge der Buchstaben wie das griechische Alphabet, aus dem es hervorgegangen ist. Die speziell runische Reihenfolge ist auch der Grund, warum man das Futhark in der Forschung Runenreihe statt Runenalphabet nennt.
Eine weitere Besonderheit ist, dass das ältere Futhark Buchstaben für alle Laute der damaligen germanischen Sprachen enthält. Das lateinische Alphabet hatte keine verschiedenen Zeichen für die Laute u/w und i/j (man schrieb V für u und w und I für i und j). Das Futhark hingegen kannte diese Laute und hatte auch einen Buchstaben für das „th“ (Þ). Dieser Buchstabe, der heute nur noch auf Island verwendet wird, ist eigentlich eine Rune. Im Mittelalter verwendete man daneben auch die W-Rune, um W zu schreiben (z. B. im Hildebrandslied in der Zeile 59 „der dir nu ƿiges ƿarne“).

## Das angelsächsische Futhorc

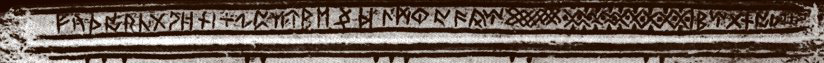
Angelsächsische Runenreihe (f u þ o r k …) auf dem in der Themse gefundenen Sax von Beagnoth. Am Schluss steht der Name des Runenmeisters Beagnoþ.

In England und Friesland bildete sich eine erweiterte Runenreihe heraus, die ab dem späten 5. Jahrhundert (Brakteat von Udley) bis in das 11. Jahrhundert verwendet wurde. Kennzeichnend für dieses Futhark ist die Einfügung neuer Runen, um die Umlaute æ, y und œ ausdrücken zu können, die sich inzwischen in den germanischen Sprachen entwickelt hatten. Weil der Name der älteren A-Rune Ansuz sich im Angelsächsischen analog zu anderen nordseegermanischen Sprachen zu Ōs entwickelt hat (und daher den alten Wert der Rune auch verändert hat), nennt man die angelsächsische Runenreihe auch Futhorc. Auch in Friesland verwendete man einige der neuen Zeichen. Man nennt die angelsächsischen Runen daher auch Anglo-Friesisches Futhark. Insgesamt wird die Runenreihe bis in das 9. Jahrhundert auf bis zu 33 Zeichen erweitert.

## Das jüngere Futhark

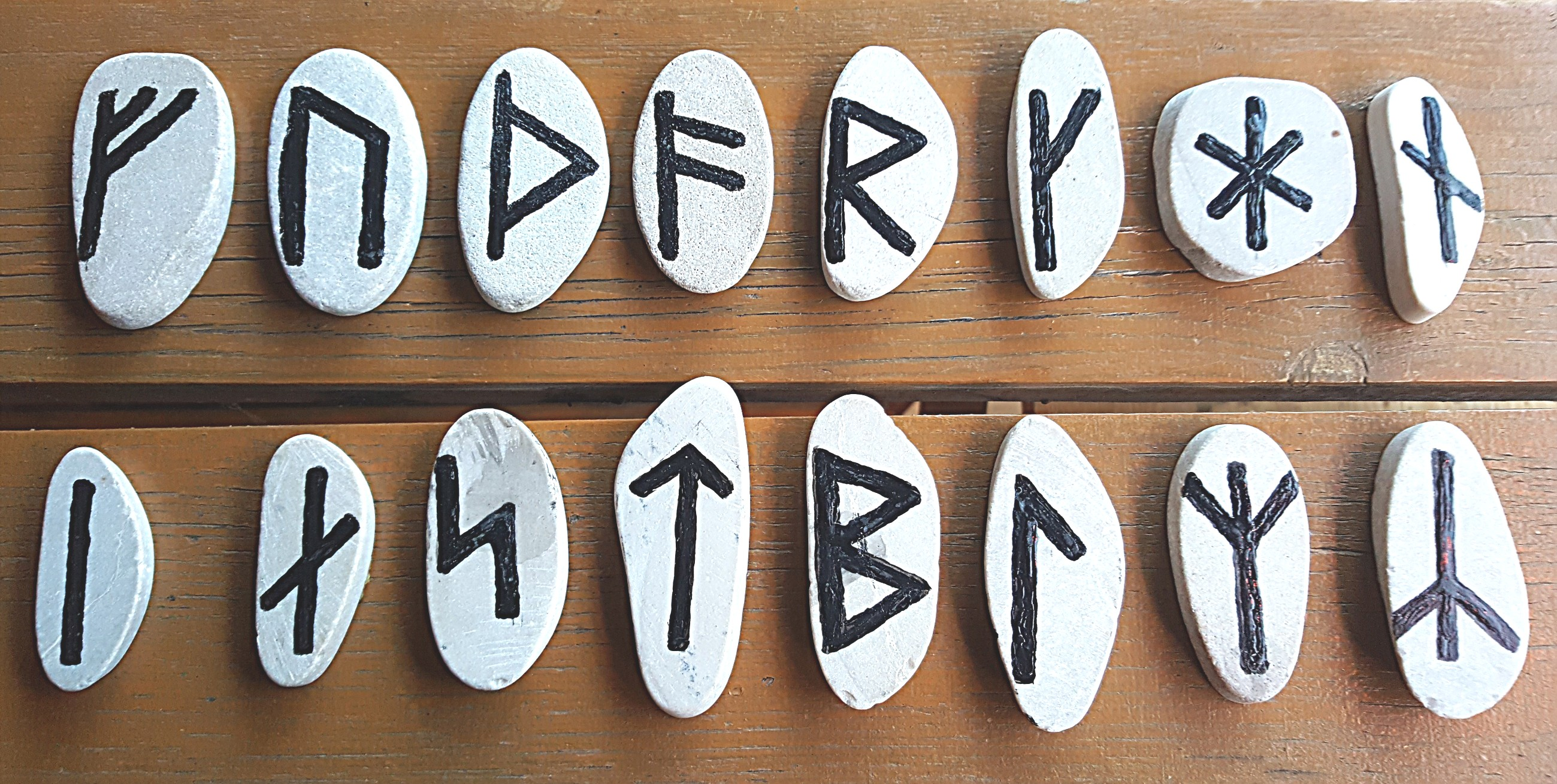
Jüngeres Futhark

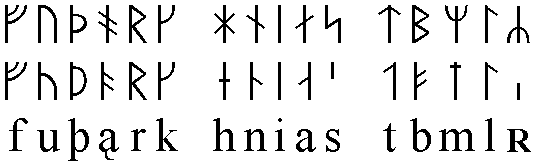
Lautwerte des jüngeren Futhark; oben Langzweig-, unten Kurzzweigrunen

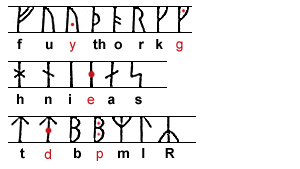
Das jüngere Futhark mit den durch die Punktierung entstehenden Zeichen.

Auch das jüngere Futhark ist eine Weiterentwicklung der gemeingermanischen Runenreihe. Allerdings reduzierte man die Zeichenanzahl auf 16, so dass ein und dasselbe Zeichen mehrere Laute wiedergeben musste. Ende des 10. Jh. glich man diesen Verlust durch die Einführung von Punktierungen aus. Das jüngere Futhark wurde über den Großteil der Wikingerzeit verwendet und bildet daher das größte Inschriftencorpus der rund 6000 Runeninschriften, die insgesamt überliefert sind. In der älteren Runologie nahm man an, das jüngere Futhark sei dem älteren vorausgegangen, da man sich nicht erklären konnte, warum man Buchstaben wegnehmen statt hinzufügen sollte.

## Andere Runenreihen

Armanen-Futhark als Zahlreihe

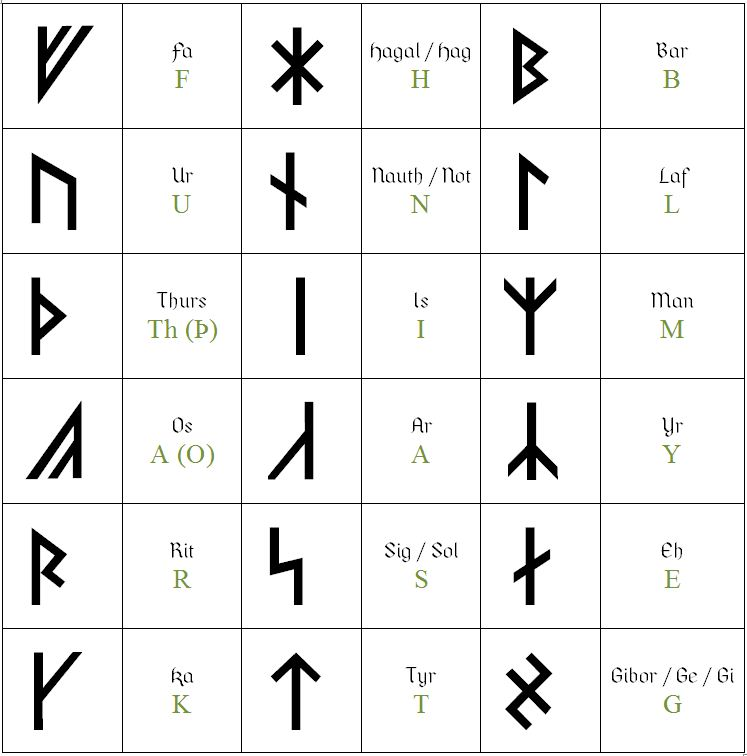
Armanen-Futhark als Buchstabenreihe

Die oberen drei Runenreihen stellen einigermaßen feste Standards dar. Das ältere Futhark wurde kaum variiert. Das angelsächsische Futhorc entwickelte sich erst langsam, so dass von Inschrift zu Inschrift der Zeichensatz verschieden sein kann. Das Gleiche gilt auch für das jüngere Futhark. Die Reihe mit 16 Zeichen wurde oft variiert. Die so entstandenen Runenreihen werden meist nach der Region oder Inschrift benannt, in der sie verwendet wurden. So gibt es beispielsweise ein Grönländisches Futhark oder ein Rök-Futhark (Rökstein) und viele mehr.
Erwähnt werden sollte hier auch das sogenannte Armanen-Futhark des österreichischen Esoterikers Guido von List (1848–1919). Diese Runenreihe aus 18 Zeichen lehnt lose an das jüngere Futhark an und List behauptete, es würde schon seit Urzeiten von den sogenannten „Ariogermanen“ verwendet, einer Rasse blonder und blauäugiger Menschen, angeführt durch die Priesterschaft der Armanen. Angeblich empfing er es, wie auch das damit verbundene Wissen, durch Visionen. Zusammen mit anderen Inhalten seiner Ariosophie fand das Armanen-Futhark Eingang in die Völkische Bewegung.

## Einteilung inættir
Das ältere Futhark lässt sich in drei Gruppen zu je acht Runen unterteilen. Diese Gruppen werden (pl.) ættir, (sg.) ætt 'Geschlecht, Familie' genannt. Die einzelnen ættir werden nach der jeweils ersten Rune in der Gruppe als Fjár ætt, Hagals ætt und Tys ætt benannt. Diese Benennung stammt erst aus dem 17. Jahrhundert, weswegen man die Gruppeneinteilung in älterer Zeit in Zweifel zieht.
Für das Alter der Gruppen sprechen aber ihr frühes Auftauchen in der epigraphischen Überlieferung (z. B. auf Brakteaten) sowie die Existenz von Geheimrunen. Geheimrunen sind verschlüsselte Runenzeichen, die sich auf ein Koordinatensystem beziehen, das auf den ættir basiert:
| 1 | t | b | m | l | R |   | Týrs ætt   |
| 2 | h | n | i | a | s |   | Hagals ætt |
| 3 | f | u | þ | á | r | k | Freys ætt  |
|   | 1 | 2 | 3 | 4 | 5 | 6 |            |

Eine Geheimrune mit dem Lautwert k bestünde aus einem Stab von dem nach links drei (für das dritte ætt) und nach rechts sechs Zweige abgehen (für den sechsten Platz im ætt). Diese Geheimrunensprache wäre ohne eine vormalige Einteilung des älteren Futharks in ættir undenkbar, da auch im jüngeren Futhark die Runen ihren Platz in den Achterreihen behalten.